# Ahrarne
Ahrarne (ukr. Аграрне; ros. Аграрное, trb. Agrarnoje; krym. Agrarnoye) – osiedle typu miejskiego w rejonie symferopolskim w Republice Autonomicznej Krymu na Ukrainie.

## Geografia
Ahrarne znajduje się w południowej części Półwyspu Krymskiego, 5 km od drogi E105 i 8 km od Symferopola.